# Elfriede Jelinek
Elfriede Jelinek (Mürzzuschlag, Stiermarken, 20 oktober 1946) is een gerenommeerd Oostenrijks schrijfster. Ze woont in Wenen en München. In 2004 werd haar de Nobelprijs voor Literatuur toegekend, en blijkens het juryrapport was dit "voor haar muzikale stroom van stemmen en tegenstemmen in romans en toneelstukken, die met een buitengewoon taalbewuste gedrevenheid de absurditeit blootleggen van de clichés van de samenleving en hun onderwerpende kracht".

## Biografie
Jelinek werd geboren in Mürzzuschlag, een kleine stad in de Oostenrijkse deelstaat Stiermarken. Jelinek schrijft voornamelijk romans en toneelstukken. Zij wordt gerekend tot de belangrijkste moderne Oostenrijkse schrijvers.
Jelinek klaagt in haar werk, net als bijvoorbeeld Thomas Bernhard, wantoestanden in de Oostenrijkse maatschappij aan, zowel in het openbare en politieke leven als in de privésfeer, "achter de gordijntjes". Daarbij wendt zij een sarcastische, provocerende stijl aan die door haar tegenstanders als nestbevuiling betiteld wordt. Haar teksten krijgen het etiket godslasterend, vulgair en haatdragend te zijn. Tegelijkertijd wordt ze geroemd als een begaafde taalkunstenares. Esthetisch zorgvuldig geformuleerde zinnen contrasteren vaak met de meest obscene thematiek.

## Oeuvre (selectie)

### Romans
- 1968/1979 - Bukolit, luisterboek, Wenen
- 1970 - wir sind lockvögel baby!, uitgever: Rowohlt, Hamburg
- 1972 - Michael. Ein Jugendbuch für die Infantilgesellschaft, ISBN 3-499-15880-9
- 1975 - Die Liebhaberinnen
- 1980 - Die Ausgesperrten
- 1983 - Die Klavierspielerin
- 1985 - Oh Wildnis, oh Schutz vor ihr
- 1988 - Wolken.Heim. (essay), uitgever: Steidl Verlag, Göttingen
  - vertaald als Wolken.Thuis. door Antoine Verbij, Van Lennep, Amsterdam, ISBN 90 6012 866 4
- 1989 - Lust
- 1995 - Die Kinder der Toten
  - Franse uitgave 2005/06 vertaald door Olivier Le Lay; André Gideprijs
- 2000 - Gier, Reinbek
- 2008 - Neid, gepubliceerd op de website van Jelinek

### Toneelstukken
- 1977 - Was geschah, nachdem Nora ihren Mann verlassen hatte oder Stützen der Gesellschaften
- 1981 - Clara S.
- 1985 - Burgtheater
- 1987 - Krankheit oder Moderne Frauen
- 1987 - Präsident Abendwind
- 1988 - Wolken.Heim.
- 1991 - Totenauberg
- 1994 - Raststätte
- 1996 - Stecken, Stab und Stangl
- 1998 - Ein Sportstück
- 1998 - er nicht als er
- 2000 - Das Lebewohl
- 2002 - In den Alpen
- 2003 - Das Werk
- 2003 - Bambiland
- 2003? - Prinzessinnendramen (Der Tod und das Mädchen I – V)
- 2005 - Babel
- 2006 - Ulrike Maria Stuart
- 2006 - Über Tiere
- 2008 - Rechnitz (Der Würgeengel)
- 2009 - Die Kontrakte des Kaufmanns. Eine Wirtschaftskomödie
- 2010 - Das Werk / Im Bus / Ein Sturz (première: Schauspiel Köln, 2010)
- 2011 - Winterreise (première: Münchner Kammerspiele, 2 februari 2011; regie: Johan Simons)
- 2011 - Kein Licht (première: Schauspiel Köln, 29 september 2011; regie: Karin Beier)
- 2012 - FaustIn and out, bewerking van Goethes Urfaust (première: Schauspielhaus Zürich, 2012; regie: Dušan David Pařízek)
- 2012 - Die Straße. Die Stadt. Der Überfall (première: Münchner Kammerspielen, 27 oktober 2012; regie: Johan Simons)
- 2013 - Schatten (Eurydike sagt) (première: Burgtheater Wenen, 17 januari 2013; regie: Matthias Hartmann; Duitse première: Staatstheater Karlsruhe, 27 november 2014; regie: Jan Philipp Gloger)
- 2013 - Aber sicher! (première: Theater Bremen, 15 maart 2013; regie: Alexander Riemenschneider)
- 2013 - Rein Gold, Ein Bühnenessay. Uitgever: Rowohlt, Hamburg, ISBN 978-3-498-03339-2
- 2014 - Die Schutzbefohlenen (première: Thalia Theater Hamburg, 12 september 2014; regie: Nicolas Stemann)
- 2014 - Das schweigende Mädchen (première: Münchner Kammerspielen, 27 september 2014; regie: Johan Simons)
- 2016 - Wut (première: Münchner Kammerspielen, 16 april 2016; regie: Nicolas Stemann)
- 2017 - Am Königsweg (première: Deutsches Schauspielhaus Hamburg, 28 oktober 2017; regie: Falk Richter)
- 2018 - Schnee Weiss (Die Erfindung der alten Leier) (première: Schauspiel Köln, 21 december 2018; regie: Stefan Bachmann)
- 2020 - Schwarzwasser (première: Wiener Akademietheater, 6 februari 2020; regie: Robert Borgmann)
  - Schwarzwasser. Am Königsweg. Zwei Theaterstücke. Uitgever: Rowohlt Verlag, Hamburg, 2020, ISBN 978-3-498-00199-5
- 2022 - Sonne, los jetzt! (première: Schauspielhaus Zürich, 15 december 2022; regie: Nicolas Stemann)
- 2022 - Angabe der Person (première: Deutsches Theater Berlin, 17 december 2022; regie: Jossi Wieler)

## Onderscheidingen
- 1969 - Preis des Lyrikwettbewerbs van de Österreichischen Hochschülerschaft
- 1969 - Preise der 20. Österreichischen Jugendkulturwoche Innsbruck für Lyrik und Prosa voor Aus einem Illustriertenroman,
- 1972/1973 - Österreichisches Staatsstipendium für Literatur
- 1978 - Roswitha-Preis van de stad Bad Gandersheim
- 1979 - Drehbuchförderung des Bundesministers des Innern voor het draaiboek Die Ausgesperrten
- 1983 - Würdigungspreis für Literatur des Bundesministeriums für Unterricht und Kunst (Oostenrijk)
- 1986 - Heinrich-Böll-Preis van de stad Keulen
- 1987 - Literaturpreis des Landes Steiermark
- 1989 - Preis der Stadt Wien (Literatuur)
- 1994 - Walter-Hasenclever-Literatur-Preis van de stad Aken
- 1994 - Peter-Weiss-Preis van de stad Bochum
- 1996 - Bremer Literaturpreis voor de roman Die Kinder der Toten
- 1998 - Georg-Büchner-Preis
- 2000 - Manuskripte-Preis van de deelstaat Stiermarken
- 2002 - Theaterpreis Berlin van de Stiftung Preußische Seehandlung
- 2002 - Mülheimer Dramatikerpreis voor Macht Nichts
- 2002 - Heinrich-Heine-Preis van de stad Düsseldorf
- 2003 - Else-Lasker-Schüler-Dramatikerpreis (Kaiserslautern) voor haar gehele dramatische werk
- 2004 - Lessing-Preis für Kritik
- 2004 - Mülheimer Dramatikerpreis voor Das Werk
- 2004 - Stig Dagerman-Preis van het Stig Dagermangesellschaft uit (Zweden)
- 2004 - Hörspielpreis der Kriegsblinden
- 2004 - Franz-Kafka-Literaturpreis van de stad Praag
- 2004 - Nobelprijs voor Literatuur (Stockholm/Zweden)
- 2006 - André-Gide-Preis voor de Franse vertaling van Die Kinder der Toten door Olivier Le Lay: Enfants des Morts
- 2007 - 'Dramatikerin des Jahres', verkozen door een onafhankelijke jury van Duitstalige critici gevraagd door het tijdschrift Theater heute
- 2007, 2009, 2011, 2018, 2019 - 'Stück des Jahres' (Theater heute), onderscheiding toegekend door Duitstalige critici aan respectievelijk Ulrike Maria Stuart, Rechnitz, Winterreise, Am Königsweg en Schnee Weiss.